# Boechera howellii
Boechera howellii är en korsblommig växtart som först beskrevs av S. Wats., och fick sitt nu gällande namn av Windham och Al-shehbaz. Boechera howellii ingår i släktet indiantravar, och familjen korsblommiga växter. Inga underarter finns listade i Catalogue of Life.